# Silverröding
Silverröding (Salvelinus agassizii) är en fiskart som först beskrevs av Garman, 1885.  Silverröding ingår i släktet Salvelinus och familjen laxfiskar. IUCN kategoriserar arten globalt som utdöd. Inga underarter finns listade i Catalogue of Life.